# قمة موسون
قمة موسون (بالإنجليزية: Mawson Peak)‏، وهي قمة بركانية نشطة للكتلة الجيولوجية (بيغ بين) على جزيرة هيرد، وهي منطقة أسترالية خارجية في المحيط الهندي. يبلغ إرتفاعها 2745 مترًا، وهي ثالث أعلى قمة في أي ولاية أو إقليم في أستراليا، وتعتبر أعلى من جبل كوسيوسكو الذي يبلغ إرتفاعه 2228 مترًا، ولا يتفوق عليها إلا بإرتفاع 3490 مترًا، ويبلغ إرتفاع جبلي مكلينتوك وجبل مينزيس 3355 مترًا (11007 قدمًا) الواقع في إقليم أنتاركتيكا الأسترالي، وكانت آخر ذروة له في أبريل 2013 وفبراير 2016.